# بونن (نبراسکا)
بونن (به انگلیسی: Bonner) یک منطقهٔ مسکونی در ایالات متحده آمریکا است که در نبراسکا قرار دارد.